# Antona atrobasalis
Antona atrobasalis är en fjärilsart som beskrevs av Embrik Strand 1922. Antona atrobasalis ingår i släktet Antona och familjen björnspinnare. Inga underarter finns listade i Catalogue of Life.